# Tiago Campos
Tiago Filipe Carvalho de Campos (Santarém, 16 marzo 1999) è un nuotatore portoghese, specializzato nel nuoto in acque libere e in corsia, nello stile libero e farfalla.

## Biografia
Agli europei di Glasgow 2018, si è classificato 34º nella 10 km.
Ha esordito nelle rassegne iridate ai mondiali di Gwangju 2019, gareggiando nella 5 km e nella 10 km, raccogliendo rispettivamente il 38º e 49º posto.
Ha rappresentato Portogallo ai Giochi olimpici estivi di Tokyo 2020, dove ha ottenuto il 23º posto nella 10 km maschile.
Agli europei di Roma 2022, non ha portato a termine la gara.
È stato convocato ai mondiali di Budapest 2022 piazzandosi 20º nella 10 km e 10º nella 6 km a squadre, con Angélica André, Mafalda Rosa e Diogo Cardoso.

## Palmarès
- Giochi del Mediterraneo sulla spiaggia

Heraklion 2023: bronzo nella 5 km.